# وایت رودینگ
وایت رودینگ (به انگلیسی: White Roding) یک محله مدنی و روستا در بریتانیا است که در آتلزفورد واقع شده‌است.